# Леїні
Леїні (італ. Leinì, п'єм. Leinì) — муніципалітет в Італії, у регіоні П'ємонт,  метрополійне місто Турин.
Леїні розташоване на відстані близько 530 км на північний захід від Рима, 14 км на північ від Турина.
Населення — 16 255 осіб (2014).
Щорічний фестиваль відбувається 10 серпня. Покровитель — Святий Лаврентій.

## Демографія
Населення за роками:

Станом на 1 січня 2023 року в муніципалітеті офіційно проживало 1176 іноземців з 51 країни, серед них 663 громадяни країн Євросоюзу та 12 громадян України.

## Сусідні муніципалітети
- Казелле-Торинезе
- Ломбардоре
- Сан-Франческо-аль-Кампо
- Сан-Мауриціо-Канавезе
- Сеттімо-Торинезе
- Вольп'яно